# 마루우치 쇼코
마루우치 쇼코(丸内翔子)는 일본의 만화 및 애니메이션 안녕, 절망선생의 등장 인물이다.
이름은 "다중연쇄판매(マルチ商法, 마루치 쇼호, MLM)"에서 따온것으로 추측된다.

## 외관
- 학생이라 평소에는 교복을 입고다닌다.
- 헤어스타일은 전체적으로 웨이브를 넣은 보브컷이다.
- 키는 본편의 등장인물 네즈 미코보다 약간 작은편
- 가슴크기는 보통
- 큰 눈을 가지고 있고, 눈매가 유하다.

## 성격
- 계산적이고 치밀한 성격이다.
- 눈매에 비해 사악한 성격이다..

## 특징
일본 도쿄 코이시카와 구에 소재한 고등학교의 2학년 헤(4)반에 재학 중이다. 출석번호는 30번. 성적은 높은 편.

### AKaBane84
본편에 등장하는 아이돌 그룹인 AKaBane84의 주 멤버중 한명이다.

### 네즈 미코
본편의 등장인물 네즈 미코와 페어로 활동한다.

## 특기
무한 연쇄 판매, 악덕 상술등의 기술의 소유자. 본편내에서는 네즈 미코와 함께 다른 등장인물과 엑스트라들을 착취한다.

## 그 외
- 성우가 호리에 유이인 이유는 감독인 신보가 고집했기 때문이다. 이유는 투하트와의 성우 연동을 원했기 때문.